# Aliança Bolivariana per les Amèriques
L'Aliança Bolivariana per les Amèriques (ALBA), nom amb què és coneguda comunament l'Aliança Bolivariana per als Pobles de la Nostra Amèrica (en espanyol Alianza Bolivariana para los Pueblos de Nuestra América), és un projecte de col·laboració i coordinació política, social i econòmica entre països de l'Amèrica Llatina i el Carib, promogut pel president veneçolà Hugo Chávez, i subscrit, fins al moment, pels governs d''Antigua i Barbuda, Cuba, Dominica, Grenada, Nicaragua, Saint Christopher i Nevis, Saint Lucia, Saint Vincent i les Grenadines i Veneçuela com a contrapartida a l'Àrea de Lliure Comerç de les Amèriques (ALCA), impulsada pel govern dels Estats Units, àrea actualment en discussió. L'acord constituent de l'ALBA va ser subscrit el 14 de desembre de 2004 pels presidents Hugo Chávez (Veneçuela) i Fidel Castro (Cuba).
Inicialment l'acord regulava l'intercanvi de recursos mèdics i petrolífers entre els dos estats, i indicava la seva vocació d'ampliar el seu àmbit d'actuació a tota l'Amèrica Llatina i el Carib, i incrementar les matèries a desenvolupar de forma coordinada, en el marc d'un procés d'integració. Posteriorment s'ha incrementat també a aspectes comercials.
El 29 d'abril de 2006 el tractat es va ampliar a Bolívia mitjançant la signatura del seu president Evo Morales, i l'11 de gener de 2007 el president Daniel Ortega oficialitzava la inclusió de Nicaragua al tractat.
El 24 de juny de 2009, es sumaren al bloc bolivarià l'Equador, Saint Vincent i les Grenadines i Antigua i Barbuda. El 25 d'agost de 2008, s'hi va afegir Hondures, que a principis de 2010 va sortir després del Cop d'estat de 2009. En 30 de juliol de 2013, Saint Lucia s'hi va incorporar, Grenada i Saint Christopher i Nevis ho van fer en desembre de 2014, i l'Equador la va deixar l'agost de 2018.

Mapa de l'Aliança Bolivariana per les Amèriques (ALBA) i els seus estats membres. L'Equador l'abandonà l'any 2018.